# Хи-Мен и Господари свемира
Хи-Мен и господари свемира (енгл. He-Man and the Masters of the Universe) је америчка цртана серија коју је створио студио Филмејшн на основу Мателове линије играчака. Дебитовала је 1983. и приказивала се до 1985, а састојала се из две сезоне, свака по 65 епизода. Хи-Мен и Господари свемира је била једна од најпопуларнијих анимираних серија у осамдесетим годинама, а задржала је снажан култ до данас.
У тадашњој СФР Југославији, серија је премијерно емитована синхронизована на хрватски језик у периоду од 1989. до 1990. године. Синхронизацију је радила Телевизија Загреб. За територију тадашње СР Србије, серију је емитовала Радио-телевизија Београд. Емитовано је само 13 епизода.
Пошто је серија емитована синхронизована на хрватски језик, имена појединих ликова и неке карактеристичне реченице разликују се од превода стрипова на српски језик. По преводу ове серије Кринџер је Страшко, Бетлкет је Борбени мачак, Мен-Ет-Армс је Човјек-оружје, а замак Грејскал је дворац Сива лубања. Хи-Менов поклич у овој верзији је Сиве лубање силом! Ја имам Моћ!, док је по преводима из Политикиног Забавника Тако ми моћи Грејскала! Ја имам Моћ! (или У име моћи Грејскала! Ја имам Моћ!).
Продукцијска кућа Унион филм је 1991. за подручје Србије издала 12 нових епизода на 6 ВХС касета, синхронизованих на српски језик. Гласове су позајмили Љиљана Јанковић, Раде Марковић, Дејан Матић, Драган Јовановић и Саша Марјановић.

## Прича
Радња серије се одвија на измишљеној планети Етернија, свету магије, митова и фантазије. Главни лик је принц Адам, млади син краља Рандора и краљице Марлене. Наизглед плашљив, принц Адам поседује чаробни мач којим се, када га подигне увис и каже магичне речи „У име моћи Грејскала... ја имам моћ!”, преображава у Хи-Мена, најмоћнијег човека у свемиру. Заједно са својим пријатељима, међу којима су Бетл Кет, Тила, Мен-Ет-Армс и Орко, Хи-Мен брани Етернију од злих Скелеторових снага, чији је основни циљ да покоре мистериозни замак Грејскал.
Ова серија је значајна зато што је била прва серија директно намењена синдикализацији. Упркос ограниченим анимацијским техникама, серија Хи-Мен и Господари свемира такође је значајна због пробијања цензуре која је значајно ограничавала дечје емисије у седамдесетим годинама. По први пут у историји, цртана серија је могла да садржи мишићавог суперхероја коме је дозвољено да удара људе, иако још увек није могао често да користи свој мач. Серија је била контроверзна и зато што је произведена као реклама за играчке. У Уједињеном Краљевству, правила за рекламирање забранила су да рекламе за играчке Хи-Мена иду уз саму серију. Покушај да се умањи негативни публицитет кога су створиле ове контроверзе укључивао је моралне поуке на крају сваке епизоде. Ове поруке су обично биле директно повезане са радњом те епизоде.
Серија Хи-Мен и господари свемира била је изузетно успешна, па је изродила сродну серију Ши-Ра: Принцеза моћи, која је пратила авантуре Хи-Менове сестре. Мателов каснији покушај да оживи ову линију играчака такође је довео до краткотрајног наставка Нове авантуре Хи-Мена у раним деведесетим, као и нове верзије оригиналне серије за савремену публику 2002. године. Прве двије серије такође су познате јер су у њима учествовали каснији продуценти попут Џозефа Мајкла Стразинског, који је створио серију Бабилон 5, Пола Динија, који је написао многе епизоде за DC-јев анимирани универзум, и на крају крајева Бруса Тима, који је створио тај универзум.

## Улоге

### Оригинални гласови
| Глумац          | Улога |
| --------------- | --- |
| Џон Ервин       | Хи-Мен/принц Адам, Рем-Мен, Фејкер, Бист Мен, Вебстор, Виплаш                                                                                       |
| Алан Опенхајмер | Кринџер, Бетл Кет, Мен-Ет-Армс, Скелетор, Мер-Мен, Баз-Оф, Робото                                                                                   |
| Линда Гари      | Тила, Зла Лин, краљица Марлена, чаробница замка Грејскал                                                                                            |
| Лу Шајмер       | Орко, краљ Рандор, Стратос, Мен-И-Фејсиз, Меканек, Зодак, Сај-Клон, Мос Мен, Трап-Џо, Три-Клопс, Кобра Кан, Клофул, Џитсу, Спајкор, Ту-Бад, Модулок |
| Ерика Шајмер    | остали женски гласови |

### Хрватски гласови
| Глумац                           | Улога                          |
| -------------------------------- | ------------------------------ |
| Душко Валентић Ранко Тихомировић | Хи-Мен                         |
| Бисерка Фатур                    | Тила                           |
| Жарко Савић                      | Човјек Оружје, Рама            |
| Марина Немет                     | Чаробница                      |
| Славко Бранков                   | Орко                           |
| Дамир Мејовшек                   | Борбени Мачак, Страшко         |
| Џевад Алибеговић                 | Краљ Рандор                    |
| Слободан Миловановић             | Скелетор                       |
| Ана Мариа Фабрис                 | Зла Лин                        |
| Жарко Поточњак                   | Човјек Звјер                   |
| Зоран Гогић                      | Триклоп                        |
| Иво Рогуља                       | Водењак, Челични, Амига, Чарко |